# 491 Carina
491 Carina eller A902 RG är en asteroid i huvudbältet, som upptäcktes 3 september 1902 av den tyske astronomen Max Wolf.
Asteroiden har en diameter på ungefär 91 kilometer.